# Buffalo Bisons (IHL)
Die Buffalo Bisons waren ein US-amerikanisches Eishockeyfranchise der American Hockey League, welches die Stadt Buffalo repräsentierte, jedoch in Fort Erie, Ontario, beheimatet war. Die Spielstätte der Bisons war die Peace Bridge Arena.

## Geschichte
Die Buffalo Bisons wurden als Franchise der Canadian Professional Hockey League gegründet, in der sie in der Saison 1928/29 aktiv waren. Nach der Saison wurde aus der Liga die International Hockey League, der sich auch die Buffalo Bisons anschlossen und deren Meisterschaft sie in den Jahren 1932 und 1933 nach Hin- und Rückrunde gewannen. Zudem erreichte Buffalo in der ersten IHL-Saison 1929/30 das Finale, in dem es den Cleveland Indians mit 1:3-Siegen unterlag.
Als die IHL 1936 mit der Canadian-American Hockey League zur International-American Hockey League fusionierte, schlossen sich die Bisons auch dieser an, mussten jedoch in einer kleinen Arena in Niagara Falls, Ontario, spielen, da ihr Heimstadion am 17. März 1936 eingestürzt war und sie bereits den Rest der IHL-Saison 1935/36 auswärts spielen mussten.
Nach nur elf Spielen (drei Siege, acht Niederlagen) stellten die Bisons am 6. Dezember 1936 den Spielbetrieb in der IAHL ein, da sie aufgrund der verminderten Tributeinnahmen durch die kleinere Arena in finanzielle Schwierigkeiten geraten waren und die Gehälter der Spieler nicht mehr bezahlen konnten.
Ein gleichnamiges Team spielte von 1940 bis 1970 in der American Hockey League.

## Erfolge
- 1931 Finalist (International Hockey League)
- 1932 Meister (International Hockey League)
- 1933 Meister (International Hockey League)